# Ray Copeland (producteur)
Pour le tueur en série Ray Copeland, voir Faye et Ray Copeland.
Pour le trompettiste de jazz, voir Ray Copeland.
Ray Coppeland dit « Oncle Ray » est un producteur de cinéma américain né le 15 décembre 1965 à Mount Vernon, État de New York, États-Unis.

## Filmographie
- 2003 : En sursis (Cradle 2 the Grave) (producteur exécutif)